# Marquês de Ficalho

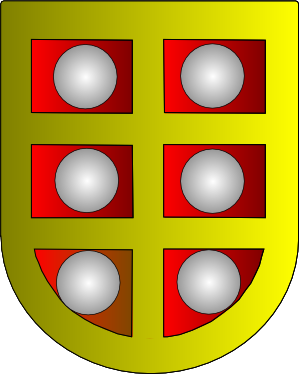
Armas dos condes, marqueses e duques de Ficalho.

O título de Marquês (Marquesa) de Ficalho foi criado por D. Maria II de Portugal em 4 de Abril de 1833, a favor de D. Eugénia de Almeida, também 1.ª Duquesa e 2.ª Condessa de Ficalho.

## Marqueses de Ficalho
1. D. Eugénia Maurícia Tomásia de Almeida Portugal (1784–1859), 1.ª Duquesa de Ficalho
2. D. António José de Melo Breyner Teles da Silva (1806–1893), 3.º Conde de Ficalho
3. D. Francisco de Melo e Costa (1890–1945)[2]